# Stazione di Toledo
La stazione di Toledo (in spagnolo Estación de Toledo) è la principale stazione ferroviaria di Toledo, Spagna.